# Andrew Phillip Brown
Andrew Phillip Brown ( * 1951-) é um botânico australiano.
Trabalha no Departamento de Ambiente e Conservação de Espécies e de Comunidades, Locked Bag 104, Bentley Delivery Centre, Austrália. Até julho de 2008 havia descrito ou reclassificado 388 espécies botânicas, a maioria publicadas em: Lindleyana; Austral. Syst. Bot.;  Nuytsia e Muelleria.

## Publicações
- Hoffman N.; A.P. Brown. 1992. Orchids of south-west Australia, 2ª ed. University of Western Australia Press, Nedlands, Australia

- Brown, A.P.; G. Keighery; C. Thomson. 1996. Common wildflowers of the South-West forests. Como, W.A. : Dept. of Conservation and Land Management. 72 pp. ISBN 0-7309-6960-6

- Hoffman N.; A.P. Brown. 1998. Orchids of south-west Australia, 2nd ed. with supplement. University of Western Australia Press, Nedlands, Australia

- Hopper S.D.; A.P. Brown. 2000. New genera, subgenera, combinations, and species in the Caladenia alliance (Orchidaceae: Diurideae). Lindleyana 15: 120-126

- Hopper, S.D; A.P. Brown. 2007. A revision of Australia’s hammer orchids (Drakaea: Orchidaceae), with some field data on species-specific sexually deceived wasp pollinators. Australian Systematic Botany 20(3) 252–285